# Руус, Раиса Борисовна
Раиса Борисовна Руус (при рождении Диястинова) (18 сентября 1942, Баймак, Башкирская АССР — 14 января 1986, Таллин) — советская российская и эстонская легкоатлетка. Мастер спорта СССР международного класса. Участница Олимпийских игр 1972 года. Рекордсменка мира в эстафете 4×880 ярдов.

## Результаты

### Соревнования
| Год                                | Соревнования                       | Город                              | Дата                               | Дистанция                          | Результат                          | Место                              | Видео                              |
| Главные международные соревнования | Главные международные соревнования | Главные международные соревнования | Главные международные соревнования | Главные международные соревнования | Главные международные соревнования | Главные международные соревнования | Главные международные соревнования |
| ---------------------------------- | ---------------------------------- | ---------------------------------- | ---------------------------------- | ---------------------------------- | ---------------------------------- | ---------------------------------- | ---------------------------------- |
| 1972                               | Олимпийские игры                   | Мюнхен                             | 31 августа                         | 800 м (4 забег)                    | 2.11,18                            | 7                                  |                                    |
| Чемпионаты СССР                    |                                    |                                    |                                    |                                    |                                    |                                    |                                    |
| 1971                               | Чемпионат (в помещении)            | Москва                             | 27—28 февраля                      | 1500 м                             | 4.24,7                             | II                                 |                                    |
| 1971                               | Чемпионат                          | Москва                             | 16—19 июля                         | 800 м                              | 2.08,0                             | I                                  |                                    |
| 1972                               | Чемпионат                          | Москва                             | 17—20 июля                         | 800 м                              | 2.02,1 NR*[уточнить]               | III                                |                                    |

### Рекорды
| Дистанция                | Результат                | Место                    | Дата                     |
| Рекорды мира в помещении | Рекорды мира в помещении | Рекорды мира в помещении | Рекорды мира в помещении |
| ------------------------ | ------------------------ | ------------------------ | ------------------------ |
| 4×880 ярдов              | 8.41,6                   | Ричмонд                  | 17.3.1972                |
| Рекорды Эстонии          |                          |                          |                          |
| 800 метров[уточнить]     | 2.02,1                   | Москва                   | 17.7.1972                |

Рекордсменка Нижегородской области на дистанциях 800 м, 1000 м и 1500 м.